# 連橫 (外交策略)
連橫為東周戰國時代以張儀為首的縱橫家向秦國所提出的一種外交策略，指秦國聯合一些弱國進攻其他弱國，以破解當時公孫衍及蘇秦向六國（齐国、楚国、燕国、韩国、赵国、魏国）所提出的合縱。

## 名字源起

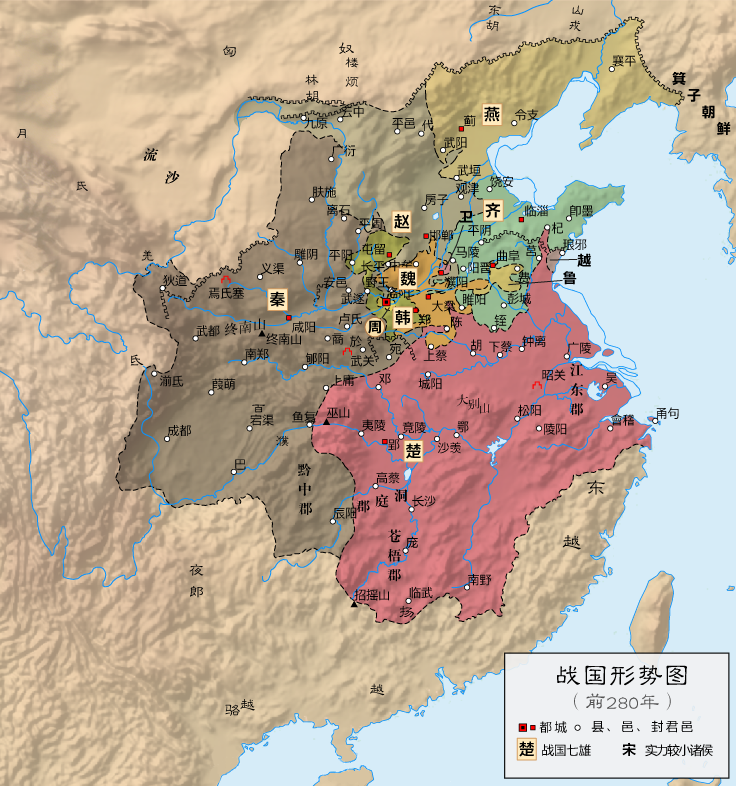
战国形势图（前280年），秦國位於西方，六國位於其東

连横一计，出自诸子百家中的纵横家。《s:韓非子/五蠹》：「從者，合眾弱以攻一強也；而衡者，事一強以攻眾弱也。」
“纵”与“横”的来历，据说是因“南北向”称为“纵”，“东西向”称为“横”。秦國位於西方，六國位於其東。六国结盟抗秦为南北向联合，故称“合纵”；六国分别与秦国结盟为东西向联合，故称“连横”。

## 目的與成效
秦國於戰國後期成為最大國，於是公孫衍提倡合縱，即六國聯合抵抗秦國。為此，張儀等縱橫家提倡連橫，指六國中的某幾個國家聯合秦國進攻其他國家，其目的有二：

- 使六國不能團結一致
- 造成六國彼此的內訌

秦憑着雄厚武力，利用此計收到實際的效益：瓦解六國的聯合。